# نیلپاماری صدر
نیلپاماری صدر (به لاتین: Nilphamari Sadar) یک منطقهٔ مسکونی در بنگلادش است که در ناحیه نیل‌پاماری واقع شده‌است. نیلپاماری صدر ۳۷۳٫۰۹ کیلومتر مربع مساحت و ۳۰۶٬۰۵۱ نفر جمعیت دارد.